# Aufwandsteuer
Aufwandsteuern sind in der Finanzwissenschaft und der Steuerlehre eine Steuergruppe, die an die Einkommensverwendung anknüpft.

## Allgemeines
In Deutschland wird im Steuerrecht, vor allem in der Amtssprache und in der Finanzwissenschaft, traditionell das Fugen-s weggelassen (Körperschaftsteuer, Verkehrsteuer, Verbrauchsteuer, Aufwandsteuer);, in Österreich und der Schweiz dagegen meist verwendet.
Wenn ein Wirtschaftssubjekt (Privathaushalt, Unternehmen) sein Einkommen für Konsum oder Investitionen verwendet, so entstehen ihm Konsumausgaben oder Investitionsausgaben, die als „Aufwand“ angesehen werden. Hieraus hat sich der Begriff der Aufwandsteuer entwickelt. Diese Steuergruppe enthält verschiedene Steuerarten.
Dies grenzt sie von Steuerarten ab, die auf den Vermögenszufluss abstellen (Einkommensteuer bzw. Ertragsteuer) und von solchen, die auf den Vermögensbestand (Vermögensteuer) abstellen. Im Gegensatz zu den Verbrauchsteuern, die den Verbrauch oder Gebrauch bestimmter Wirtschaftsgüter mit einer Steuer belasten, knüpfen Aufwandsteuern am Besitz oder am Halten von Gütern oder ein bestimmtes Verhalten an.
Aufwandsteuern werden – wie die Verbrauchsteuern – als „örtliche Steuer“ bezeichnet, um ihren lokalen Charakter zu betonen. Es handelt sich um Gemeindesteuern, die jedoch nicht von allen Gemeinden erhoben werden. Während einige Steuerarten wie etwa Hundesteuer sehr häufig erhoben werden, kommt die Zweitwohnungsteuer nur in einigen Gemeinden vor. Nachdem die von Tübingen erhobene Verpackungsteuer auf Einweggeschirr im Mai 2023 vom Bundesverwaltungsgericht (BVerwG) für rechtmäßig erklärt wurde, ist zu erwarten, dass sie auch weitere Gemeinden erheben werden.

## Rechtsgrundlagen
Das Bundesverfassungsgericht (BVerfG) definiert Aufwandsteuern als Steuern auf die Einkommensverwendung für den persönlichen Lebensbedarf, in der die wirtschaftliche Leistungsfähigkeit zum Ausdruck kommt. Während Steuern auf das Einkommen mit dem Leistungsfähigkeitsprinzip begründet werden, ist das Leistungsfähigkeitsprinzip bei Verbrauchs- und Aufwandsteuern nicht automatisch erfüllt. Verbrauchs- und Aufwandsteuern messen sich an der für den persönlichen Lebensbedarf zum Ausdruck kommenden wirtschaftlichen Leistungsfähigkeit. Wegen der Schwierigkeit, die individuelle wirtschaftliche Leistungsfähigkeit festzustellen, bemessen sich die Aufwandsteuern am Konsum (Aufwand) als äußerlich erkennbaren Zustand. Die Befriedigung eines gehobenen Bedarfs ist dabei nicht erforderlich. Aufwandsteuern sind deshalb nicht mit Luxussteuern gleichzusetzen.
Die meisten Aufwandsteuern gehören zu den Kommunalabgaben, deren Rechtsgrundlage das Kommunalabgabengesetz (KAG) des jeweiligen Landes ist. Hierin ist vorgeschrieben, dass Abgaben nur auf Grund einer kommunalen Abgabensatzung erhoben werden dürfen, wobei die Satzung den Kreis der Abgabeschuldner, den die Abgabe begründenden Tatbestand, den Maßstab und den Satz der Abgabe sowie den Zeitpunkt ihrer Fälligkeit angeben muss (§ 2 Abs. 1 KAG NRW). Das kommunale Steuerfindungsrecht muss sich an den Vorgaben des KAG orientieren (die beispielsweise in Bayern eine kommunale Getränkesteuer verbietet) und darf nur Steuerarten einführen, solange und soweit sie nicht bundesgesetzlich geregelten Steuern gleichartig sind (Art. 105 GG).

## Arten
Steuergruppen legen die Steuererhebung und die Steuerart fest:
| Steuergruppe     | Steuererhebung auf                                               | Steuerart                                                                                                |
| ---------------- | ---------------------------------------------------------------- | --- |
| Aufwandsteuern   | Konsumausgaben für die persönliche Lebensführung                 | Beherbergungsabgabe Hundesteuer Kraftfahrzeugsteuer Pferdesteuer Spielautomatensteuer Zweitwohnungsteuer |
| Besitzsteuern    | Vermögenszuwachs: Ertragsteuern Vermögensbesitz: Substanzsteuern | Einkommensteuer Gewerbesteuer Grundsteuer Körperschaftsteuer                                             |
| Verbrauchsteuern | Verbrauch bestimmter Güter                                       | Biersteuer Kaffeesteuer Mineralölsteuer Tabaksteuer                                                      |
| Verkehrsteuern   | Teilnahme am Rechts- und Wirtschaftsverkehr                      | Grunderwerbsteuer Umsatzsteuer Versicherungsteuer                                                        |

Steuergruppen und Steuerarten können wie folgt zusammengefasst werden:
| Steuergruppe     | Steuerart | Steuerobjekt |
| ---------------- | --- | --- |
| Aufwandsteuern   | Hundesteuer Kraftfahrzeugsteuer Motorbootsteuer Ortstaxe Pferdesteuer Spielautomatensteuer Vergnügungsteuer Zweitwohnungsteuer | Hundehaltung Kraftfahrzeughaltung Motorboothaltung Übernachtung Pferdehaltung Spielautomatenaufstellung Eintrittsgelder für Vergnügungsstätten Eigentum an einer Zweitwohnung |
| Besitzsteuern    | Ertragsteuern: Einkommensteuer (inkl. Lohnsteuer) Kapitalertragsteuer Gewerbesteuer Kirchensteuer Körperschaftsteuer; Substanzsteuern: Erbschaftsteuer Grundsteuer Vermögensteuer                                                                             | Einkommen aus den Einkunftsarten (insbes. Arbeitseinkommen) Einkommen aus Kapitalertrag Einkommen aus Gewerbebetrieb Finanzierung der Kirchenverwaltung Einkommen aus privatrechtlichen Körperschaften Besteuerung von Erbschaften Besteuerung von Grundbesitz Besteuerung des Vermögens |
| Verbrauchsteuern | Alkoholsteuer Alkopopsteuer Biersteuer Energiesteuer Fischereisteuer Jagdsteuer Kaffeesteuer Schaumweinsteuer Stromsteuer Tabaksteuer Zwischenerzeugnissteuer                                                                                                 | Besteuerung alkoholischer Getränke Besteuerung von Alkopops Besteuerung von Bier Besteuerung von Energie Besteuerung der Fischerei Besteuerung der Jagdausübungsberechtigten Besteuerung von Kaffee Besteuerung von Schaumwein Besteuerung von elektrischem Strom Besteuerung von Tabakerzeugnissen Besteuerung von alkoholischen Getränken, die nicht als Bier, Schaumwein oder Wein versteuert werden |
| Verkehrsteuern   | Börsenumsatzsteuer Feuerschutzsteuer Finanztransaktionssteuer Grunderwerbsteuer Rechtsverkehrsteuer Rennwett- und Lotteriesteuer Schankerlaubnissteuer Spielbankabgabe Umsatzsteuer (ohne Einfuhrumsatzsteuer) (nicht in der Schweiz) Versicherungsteuer Zoll | Umsatz an Effekten Besteuerung von Versicherungsprämien für Feuerversicherungen Besteuerung von börslichen und außerbörslichen Finanztransaktionen Besteuerung vom Grundstückserwerb Besteuerung bestimmter Rechtsgeschäfte Besteuerung von Rennwetten und Lotterien Besteuerung der Schankerlaubnis Besteuerung der Betreiber öffentlicher Spielbanken Besteuerung des Umsatzes von Gütern und Dienstleistungen Besteuerung des Abschlusses von Versicherungsverträgen Importabgaben auf den Import von Waren |

Steuergruppen umfassen volkswirtschaftliche Größen wie Einkommen oder Konsum (Stromgrößen) und Vermögen oder Kapital (Bestandsgrößen). An sie knüpfen steuerliche Bemessungsgrundlagen an. 
Die Luxussteuer kann entweder eine Aufwandsteuer sein wie beispielsweise die Hundesteuer, welche die Hundehaltung zu privaten Zwecken besteuert, oder eine Verkehrsteuer, wenn bei der Veräußerung von Luxusgütern eine erhöhte Umsatzsteuer fällig wird.
Eine Vielzahl von Verbrauchsteuern wurde aufgegeben, so insbesondere Essigsäuresteuer, Getränkesteuer, Kernbrennstoffsteuer, Leuchtmittelsteuer, Salzsteuer, Spielkartensteuer, Teesteuer, Zuckersteuer oder Zündwarensteuer. Die Getränkesteuer betraf lediglich nicht-alkoholische Getränke.

## Situation in einzelnen Ländern

### DeutschlandDeutschland
Örtliche Verbrauch- und Aufwandsteuern
In Deutschland können Aufwandsteuern ausschließlich von den Gemeinden erhoben werden – vorausgesetzt, dass in der Gemeinde der örtliche Anknüpfungspunkt für die Erhebung der Steuer liegt. Das Grundgesetz spricht von den Verbrauch- und Aufwandsteuern, die den Gemeinden zustehen (Art. 106 Abs. 6 GG). Eine Zweitwohnungsteuer darf beispielsweise nur die Gemeinde erheben, in deren Gemeindegebiet die Zweitwohnung liegt.

### OsterreichÖsterreich
Das Bundesland Kärnten erhebt z. B. nach dem Gesetz vom 5. November 1992 eine Landesabgabe auf die Verwendung von Motorbooten auf den Kärntner Gewässern (Kärntner Motorbootabgabegesetz, 1992 - K-MBAG). Die Abgabe beträgt 1,20 Euro je Kilowatt Antriebsleistung.

### SchweizSchweiz
Mit den Aufwandsteuern finanziert der Bund seine Ausgaben und belastet schädliche Handlungen. Der Schweizer Staat erhebt etwa die Nationalstrassenabgabe in Form der Autobahnvignette (Art. 3 Nationalstrassenabgabegesetz, NSAG) ebenso wie die leistungs- oder verbrauchsabhängige Schwerverkehrsabgabe. Gemeindesteuern sind die Biersteuer und Billettsteuer (letztere nur noch in einigen Orten des Kanton Luzern).

## Wirtschaftliche Aspekte
Aufwandsteuern sind direkte Steuern, die der Steuergläubiger unmittelbar dem Steuerschuldner belastet; letzterer ist gleichzeitig auch Steuerdestinatar, Steuerträger und Steuerzahler.
Alle Steuern wirken in einer Volkswirtschaft auf die steuerzahlenden Steuersubjekte kontraktiv im Hinblick auf deren Güter- und Investitionsnachfrage. Dem Haavelmo-Theorem zufolge wirkt eine Steuererhöhung kontraktiv auf die gesamtwirtschaftliche Nachfrage, weil sie das verfügbare Einkommen der Privathaushalte reduziert und ihnen Kaufkraft entzieht. Einerseits verringern sie die Gewinne (Unternehmen) oder Einkommen (Privathaushalte), die in Höhe der Steuerzahlung nicht für andere Verwendungen (Investitionen bzw. Konsum) zur Verfügung stehen. Andererseits belasten Steuern als Ausgaben die Liquidität der Steuersubjekte, die in Höhe der Steuerzahlung nicht mehr für andere Ausgaben (Investitionsausgaben bzw. Konsumausgaben) Verfügung steht (Zwangssparen).
Der Staat kann deshalb mit Hilfe der Steuerpolitik unmittelbar in den Wirtschaftskreislauf eingreifen. National und international entsteht durch unterschiedliche Steuerquoten ungewollter oder bewusst herbeigeführter Steuerwettbewerb, der zwischen Niedrigsteuerländern und Hochsteuerländern ausgetragen wird. Folge kann eine Steuerabwehr durch Steuersubjekte sein.